# Isabellah Andersson
Isabellah Andersson (Kenia, 12 de noviembre de 1980) es una atleta sueca de origen keniano, especialista en la prueba de maratón en la que llegó a ser medallista de bronce europea en 2010.

## Carrera deportiva
En el Campeonato Europeo de Atletismo de 2010 ganó la medalla de bronce en la carrera de maratón, recorriendo los 42,195 km en un tiempo de 2:34:43 segundos, llegando a meta tras la italiana Anna Incerti y la ucraniana Tetyana Filonyuk (plata).